# Andrena caeruleonitens
Andrena caeruleonitens är en biart som beskrevs av Henry Lorenz Viereck 1926. Andrena caeruleonitens ingår i släktet sandbin, och familjen grävbin. Inga underarter finns listade i Catalogue of Life.